# 금 나와라, 뚝딱!
《금 나와라, 뚝딱!》은 2013년 4월 6일부터 2013년 9월 22일까지 방영된 MBC 주말 드라마이다. 중산층의 허세와 실상을 풍자적으로 그려내면서 결혼과 가족의 의미를 찾으려는 가족드라마이다.

## 등장인물

### 주요 인물
- 한지혜 : 정몽희(30세) / 손유나 역 - 액세서리 노점상 운영, 보석 디자이너
- 연정훈 : 박현수(34세) 역 (아역 박지우)
- 이태성 : 박현준(32세) 역
- 이수경 : 민성은(30세) 역 - 현준의 부인, 보석회사 수석 디자이너
- 백진희 : 정몽현(25세) 역 - 몽희의 여동생, 현태의 부인
- 박서준 : 박현태(29세) 역 - 몽현의 남편
- 김형준 : 정몽규(27세) 역 - 몽희의 남동생, 몽현의 오빠

### 몽희네 가족
- 최명길 : 윤심덕(57세) 역 - 몽희 몽현 몽규의 어머니, 보석매장 매니저
- 길용우 : 정병후(50대 후반) 역 - 몽희 몽현 몽규의 아버지, 중소기업의 부장
- 반효정 : 김필녀(70대 후반) 역 - 심덕의 시어머니
- 최주봉 : 정판금(70대 후반) 역 - 심덕의 시아버지
- 김지영 : 최광순(70대 후반) 역 - 심덕의 친정어머니
- 김광규 : 정병달(40대 후반) 역 - 심덕의 시동생
- 조은숙 : 행자(40대 초반) 역 - 병달의 부인
- 김단율 : 정두리(8세) 역 - 병달과 행자의 아들

### 현수네 가족
- 한진희 : 박순상(65세) 역 - 보석회사의 사주, 현수 현준 현태의 아버지
- 이경진 : 진숙 역 - 현수의 어머니 (특별출연)
- 이혜숙 : 장덕희(57세) 역 - 현준의 어머니
- 금보라 : 민영애(53세) 역 - 현태의 어머니

### 그 외 주변인물
- 한보름 : 이미나 역 - 현태의 내연녀, 성산그룹의 딸
- 김예원 : 곽민정 역
- 정넘쳐 : 보석회사 직원 역
- 김성겸 : 성산그룹의 회장 역
- 한지혜 : 한선화 역 - 몽희, 유나의 어머니
- 김병옥 : 황종팔 역
- 이성희
- 전지연
- 강미애
- 정희태 : 오상구 역
- 이진희
- 김대윤
- 이건
- 라형윤
- 최주리
- 김은석 : 오상구의 아들 역
- 이장미 : 미술관 직원 역
- 서민경 : 가게 주인 역
- 유미종
- 김은혜 : 몽희의 노점상에서 교환해달라고 하는 손님 역
- 반혜라 : 장례식 조문객 역
- 원종례 : 최 여사 역 - 정일상사 사장의 부인, 장례식 조문객
- 이준희
- 김익태 : 유나의 아버지 역 (목소리 출연)
- 공동환
- 최명화
- 김주아
- 박건락
- 김번영
- 주하린
- 이은채
- 정다운
- 이채희

### 특별출연
- 정혜선 : 순상 모 역
- 전수경 : 몽희의 노점상 근처 가게 주인 역
- 김명국 : 박수창 역 - 주차관리자
- 이주실 : 오상구의 어머니 역
- 심은진 : 안나 역
- 김세현 : 진상철 역 - 플로리스트, 아람의 아버지, 몽희의 전 애인
- 박민하 : 아람 역 - 상철과 성은의 딸

## 시청률
최저 시청률과 최고 시청률은 시청률 조사회사와 지역별로 시청률에 차이가 있을 수 있습니다.
| 2013년      | 2013년      | 2013년         | 2013년       | 2013년         | 2013년       |
| 회차        | 방송일      | TNmS 시청률    | TNmS 시청률  | AGB 시청률     | AGB 시청률   |
| 회차        | 방송일      | 대한민국(전국) | 서울(수도권) | 대한민국(전국) | 서울(수도권) |
| ----------- | ----------- | -------------- | ------------ | -------------- | ------------ |
| 제1회       | 4월 6일     | 7.2%           | 8.9%         | 7.1%           | 8.2%         |
| 제2회       | 4월 7일     | 8.2%           | 10.0%        | 8.2%           | 9.6%         |
| 제3회       | 4월 13일    | 10.7%          | 12.4%        | 10.1%          | 11.0%        |
| 제4회       | 4월 14일    | 11.5%          | 13.7%        | 11.5%          | 12.8%        |
| 제5회       | 4월 20일    | 11.5%          | 12.8%        | 10.7%          | 11.7%        |
| 제6회       | 4월 21일    | 12.5%          | 14.5%        | 11.8%          | 13.0%        |
| 제7회       | 4월 27일    | 11.4%          | 13.4%        | 11.7%          | 13.2%        |
| 제8회       | 4월 28일    | 12.1%          | 13.9%        | 11.5%          | 12.9%        |
| 제9회       | 5월 4일     | 12.6%          | 14.7%        | 12.5%          | 14.3%        |
| 제10회      | 5월 5일     | 13.4%          | 15.3%        | 14.2%          | 15.9%        |
| 제11회      | 5월 11일    | 11.8%          | 13.8%        | 13.0%          | 14.5%        |
| 제12회      | 5월 12일    | 15.4%          | 17.8%        | 15.1%          | 17.1%        |
| 제13회      | 5월 18일    | 14.1%          | 17.1%        | 13.5%          | 14.8%        |
| 제14회      | 5월 19일    | 14.3%          | 16.3%        | 15.7%          | 17.3%        |
| 제15회      | 5월 25일    | 13.5%          | 15.8%        | 14.6%          | 16.8%        |
| 제16회      | 5월 26일    | 16.0%          | 18.2%        | 17.0%          | 19.1%        |
| 제17회      | 6월 1일     | 15.0%          | 18.3%        | 15.8%          | 17.8%        |
| 제18회      | 6월 2일     | 15.2%          | 17.7%        | 16.4%          | 18.4%        |
| 제19회      | 6월 8일     | 14.5%          | 16.7%        | 15.4%          | 17.1%        |
| 제20회      | 6월 9일     | 15.1%          | 17.1%        | 15.6%          | 16.7%        |
| 제21회      | 6월 15일    | 14.0%          | 15.9%        | 14.9%          | 16.6%        |
| 제22회      | 6월 16일    | 14.9%          | 17.4%        | 16.8%          | 18.8%        |
| 제23회      | 6월 22일    | 14.8%          | 17.1%        | 16.1%          | 18.6%        |
| 제24회      | 6월 23일    | 16.5%          | 18.3%        | 16.9%          | 18.7%        |
| 제25회      | 6월 29일    | 14.6%          | 17.4%        | 15.0%          | 16.1%        |
| 제26회      | 6월 30일    | 15.4%          | 18.3%        | 16.8%          | 17.8%        |
| 제27회      | 7월 6일     | 16.0%          | 18.8%        | 16.4%          | 18.3%        |
| 제28회      | 7월 7일     | 18.8%          | 21.9%        | 20.5%          | 22.2%        |
| 제29회      | 7월 13일    | 15.9%          | 19.4%        | 16.5%          | 18.9%        |
| 제30회      | 7월 14일    | 17.0%          | 20.6%        | 17.3%          | 19.6%        |
| 제31회      | 7월 20일    | 16.0%          | 19.0%        | 17.0%          | 20.0%        |
| 제32회      | 7월 21일    | 16.5%          | 20.1%        | 18.4%          | 20.9%        |
| 제33회      | 7월 27일    | 15.3%          | 18.9%        | 17.0%          | 19.0%        |
| 제34회      | 7월 28일    | 16.2%          | 19.3%        | 17.0%          | 18.8%        |
| 제35회      | 8월 3일     | 15.6%          | 19.7%        | 16.5%          | 18.1%        |
| 제36회      | 8월 4일     | 16.6%          | 20.4%        | 17.4%          | 19.5%        |
| 제37회      | 8월 10일    | 16.0%          | 19.7%        | 17.3%          | 19.3%        |
| 제38회      | 8월 11일    | 16.5%          | 19.8%        | 17.6%          | 19.6%        |
| 제39회      | 8월 17일    | 17.0%          | 19.6%        | 19.3%          | 21.7%        |
| 제40회      | 8월 18일    | 18.5%          | 22.7%        | 20.0%          | 22.6%        |
| 제41회      | 8월 24일    | 16.0%          | 18.7%        | 19.2%          | 20.9%        |
| 제42회      | 8월 25일    | 18.2%          | 21.7%        | 20.6%          | 23.0%        |
| 제43회      | 8월 31일    | 18.1%          | 21.3%        | 19.7%          | 22.6%        |
| 제44회      | 9월 1일     | 18.4%          | 21.8%        | 21.2%          | 23.6%        |
| 제45회      | 9월 7일     | 19.4%          | 23.7%        | 20.5%          | 22.9%        |
| 제46회      | 9월 8일     | 20.0%          | 24.0%        | 22.7%          | 25.5%        |
| 제47회      | 9월 14일    | 20.8%          | 24.9%        | 21.9%          | 23.0%        |
| 제48회      | 9월 15일    | 21.0%          | 25.0%        | 22.0%          | 23.6%        |
| 제49회      | 9월 21일    | 20.8%          | 24.5%        | 20.0%          | 21.0%        |
| 제50회      | 9월 22일    | 20.2%          | 23.2%        | 22.3%          | 24.6%        |
| 평균 시청률 | 평균 시청률 | 15.4%          | 18.2%        | 16.3%          | 18.2%        |

## 수상
- 2013년 MBC 연기대상 연속극 부문 여자 최우수연기상 한지혜
- 2013년 MBC 연기대상 연속극 부문 남자 우수연기상 연정훈
- 2013년 MBC 연기대상 여자 황금연기상 이혜숙
- 2013년 MBC 연기대상 공로상 한진희

## 참고 사항
- 당초 지앤지프로덕션이 외주제작사로 낙점되었으나[3] 이김프로덕션으로 외주제작사가 바뀌었다.
- 외주제작사가 변경된 과정에서 이종혁은 출연 제의를 고사했다.[4]
- 엄정화[5], 구혜선, 최지우가 정몽희 역 물망에 올랐으나[6] 모두 개인사정으로 고사했다.
- 최명길 (윤심덕 역)은 해당 작품 이후[7] 현재 타 방송사 위주로 활동 중이다.
- 이수경과 백진희와 길용우는 2009년 SBS드라마 천만번 사랑해 이후 약 4년만에 재회하였다.

## 경쟁 프로그램
- 원더풀 마마 (SBS, 2013년 4월 13일 ~ 2013년 9월 22일)
- 맏이 (JTBC, 2013년 9월 14일 ~ 2014년 3월 16일)
- 최고다 이순신 (KBS2, 2013년 3월 9일 ~ 2013년 8월 25일)
- 왕가네 식구들 (KBS2, 2013년 8월 31일 ~ 2014년 2월 16일)